# Jean-Pierre Paranteau
Jean-Pierre Paranteau (Angolema, 5 de agosto de 1944 – 27 de outubro de 2024) foi um ciclista francês que competiu na prova de estrada individual nos Jogos Olímpicos de Verão de 1968, mas não conseguiu terminar a corrida.

## Morte
Paranteau morreu no dia 27 de outubro de 2024, aos 80 anos.